# 코마츠 미호 3rd ~everywhere~
《코마츠 미호 3rd : everywhere》(일본어: 小松未歩 3rd 〜everywhere〜 こまつみほ サード エブリウェア[*])는 코마츠 미호의 3번째 음반이다.

## 내용
- 2000년 2월 16일에 발매.
- 〈이별의 조각〉에서 〈바람이 불어오는 곳〉까지의 3개의 싱글곡 등을 수록한 3번째 음반이다. 또한, 본작에서 2003년의 《코마츠 미호 6th : 꽃이 가득한 들판》까지는 셀프 커버 노래는 수록되지 않았다. 기자 스튜디오 이적 후 첫 음반이며, 〈이별의 조각〉 〈BOY FRIEND〉 등 아메무라 오타운 레코드 재적 시대에 발표된 노래도 수록되어있다.
- 원래는 〈바람이 불어오는 곳〉이 발매된 직후의 1999년 8월에(당시의 CD번호는 GZCA-1011) 발매할 예정이였지만, 제작상의 사정에 의해서 거듭되는 발매 연기 끝에 한번 발매가 중지가 된 경위가 있다.
- 누계매상장수 10만장.

## 수록곡
1. 최단거리에서(最短距離で)
  - 작사 · 작곡: 코마츠 미호, 편곡: 후루이 히로히토

8번째 싱글이다. 음반 버전으로 편곡해서 수록하고 있다.
2. BEAUTIFUL LIFE
  - 작사 · 작곡: 코마츠 미호, 편곡: 하야마 타케시

TV 아사히계 《야지우마 와이드》 엔딩 테마. 음반 발매시에 비디오 클립이 제작되어있으며, 코마츠 미호의 전작품에서 처음으로, 본인이 부르는 모습을 수록한 영상을 사용하고 있다(또한, 싱글에 처음으로 부르는 모습을 보인 것은 〈당신이 있으니까〉이다). 코마츠 작품의 자켓 등에서 자주 보이는, 후두부에서 머리카락을 정리한 모습이 아니며, 머리카락을 민 짧은 머리의 모습으로 수록되고 있다.
3. As
  - 작사 · 작곡: 코마츠 미호, 편곡: 하야마 타케시
4. 바람이 불어오는 곳(風がそよぐ場所)
  - 작사 · 작곡: 코마츠 미호, 편곡: 후루이 히로히토

9번째 싱글
5. sickness
  - 작사 · 작곡: 코마츠 미호, 편곡: 하야마 타케시

빌리 조엘의 Don't Ask Me Why와 비슷하다.
6. No time to fall
  - 작사 · 작곡: 코마츠 미호, 편곡: 후루이 히로히토
7. Holding, Holding on
  - 작사 · 작곡: 코마츠 미호, 편곡: 후루이 히로히토
8. BOY FRIEND
  - 작사 · 작곡: 코마츠 미호, 편곡: 후루이 히로히토

7번째 싱글 〈이별의 조각〉의 커플링곡. 싱글반에서도 약간, 보컬이 전면으로 나와있다.
9. 이별의 조각(さよならのかけら)
  - 작사 · 작곡: 코마츠 미호, 편곡: 후루이 히로히토

7번째 싱글
10. 꿈과 현실의 틈새(夢と現実の狭間)
  - 작사 · 작곡: 코마츠 미호, 편곡: 오시로 쿠론
11. 비가 내릴 때에(雨が降る度に)
  - 작사 · 작곡: 코마츠 미호, 편곡: 오시로 쿠론, 키타노 마사토

## 녹음 참가
- 오가 요시노부 - 기타
- 미요시 마코토(루마니아 몬테비데오) - 기타
- 와타누키 마사아키 - 기타
- 와타나베 나오키 - 베이스
- 오노즈카 아키라(DIMENSION) - 피아노, 오르간

## lyrics 수록곡
- As (lyrics version)
- BOYFRIEND
- 꿈과 현실의 틈새 (夢と現実の狭間)

## 같이 보기
- 코마츠 미호
- 후루이 히로히토